# Access Games
Access Games Inc. (englisch für japanisch 株式会社アクセスゲーム Kabushiki-gaisha Akusesu Gēmu) ist ein japanisches Unternehmen, das sich auf die Planung, Entwicklung und den Vertrieb von Videospielen sowie auf die Forschung, Entwicklung und den Vertrieb von Software, Daten und Videomedien spezialisiert hat. Das Unternehmen wurde ursprünglich 1996 als Hersteller von Computergrafiken gegründet.
Access Games ist in erster Linie auf Action-Adventure-Spiele und Kampfflugzeugsimulatoren spezialisiert.

## Geschichte
Am 16. Januar 2002 gründete das Unternehmen eine Abteilung für die Entwicklung von Spielen und etablierte sich wieder hauptsächlich als Videospielunternehmen. Am 30. September 2003 wurde Access Games eine hundertprozentige Tochtergesellschaft von Digital Media Lab, das seinerseits eine Tochtergesellschaft von Kaga Electronics ist.
Ein Großteil der Mitarbeiter des Unternehmens waren Mitglieder von Whoopee Camp und der Übergangsgruppe Deep Space, die sich nach der Veröffentlichung von Extermination angeschlossen hatten.

## Organisation
Acess Gaming Inc. hat ihren Hauptsitz in Chūō, Tokio, aber die Entwicklungsabteilungen des Unternehmens befinden sich in Chūō-ku, Osaka.

## Personal
Hidetaka „SWERY“ Suehiro arbeitete für das Unternehmen vor allem als Autor und Regisseur von Spy Fiction und Deadly Premonition.

## Entwickelte Spiele
| Jahr       | Title                                        | Publisher                                                                               | Plattform(en)                                     |
| ---------- | -------------------------------------------- | --------------------------------------------------------------------------------------- | ------------------------------------------------- |
| 2003       | Spy Fiction                                  | JP: Access Games NA: Sammy Studios EU: Sega                                             | PlayStation 2                                     |
| 2006       | Ace Combat X: Skies of Deception             | Namco EU: Sony Computer Entertainment                                                   | PlayStation Portable                              |
| 2008       | The Sky Crawlers: Innocent Aces              | JP/EU: Namco Bandai NA: Xseed Games                                                     | Wii                                               |
| 2009       | Mobile Suit Gundam: Senjō no Kizuna Portable | Bandai Namco Entertainment                                                              | PlayStation Portable                              |
| 2009       | Sengoku Basara: Battle Heroes                | Capcom                                                                                  | PlayStation Portable                              |
| 2010       | Deadly Premonition                           | JP: Ignition Entertainment NA: Marvelous Entertainment EU: Rising Star Games            | Xbox 360, PlayStation 3                           |
| 2010       | Ace Combat: Joint Assault                    | Bandai Namco Entertainment                                                              | PlayStation Portable                              |
| 2010       | Lord of Arcana                               | Square Enix                                                                             | PlayStation Portable                              |
| 2011       | Sengoku Basara: Chronicle Heroes             | Capcom                                                                                  | PlayStation Portable                              |
| 2011       | Ace Combat: Assault Horizon Legacy           | Bandai Namco Entertainment                                                              | Nintendo 3DS                                      |
| 2011       | Lord of Apocalypse                           | Square Enix                                                                             | PlayStation Portable, PlayStation Vita            |
| 2012       | Sengoku Basara HD Collection                 | Capcom                                                                                  | PlayStation 3                                     |
| 2013       | Deadly Premonition: The Director’s Cut       | JP: Marvelous Entertainment (PlayStation 3) WW: Rising Star Games EU: Mastertronic (PC) | PlayStation 3, Windows                            |
| 2014       | Drakengard 3                                 | Square Enix                                                                             | PlayStation 3                                     |
| 2014, 2015 | D4: Dark Dreams Don't Die                    | Microsoft Studios (Xbox One) Playism (PC)                                               | Xbox One, Windows                                 |
| 2015       | Ace Combat: Assault Horizon Legacy Plus      | Bandai Namco Entertainment                                                              | Nintendo 3DS                                      |
| 2015       | Devil May Cry 4: Special Edition             | Capcom                                                                                  | PlayStation 4, Xbox One, Windows                  |
| 2016       | Sengoku Basara: Sanada Yukimura-Den          | Capcom                                                                                  | PlayStation 3, PlayStation 4                      |
| 2019       | Final Fantasy VIII Remastered                | Square Enix                                                                             | PlayStation 4, Xbox One, Nintendo Switch, Windows |
| 2020       | Mega Man Zero/ZX Legacy Collection           | Capcom                                                                                  | PlayStation 4, Xbox One, Nintendo Switch, Windows |